# 7 زيب
7 زيب (بالإنجليزية: 7-Zip)‏ هو برنامج لأرشفة الملفات مصدره مفتوح، صمم لمايكروسوفت ويندوز، وتوفر لاحقاً لأنظمة التشغيل الأخرى.
تحمل الملفات المؤرشفة امتداد ".7z"، وغالباً ما تكون مضغوطة أكثر من ملفات ZIP، كما يمكن وضع كلمة مرور للأرشيف وأسماء يونيكود. أصدرت النسخة الأولى من البرنامج في عام 1999، وقد طورها إيغور بافلوف. يوزع البرنامج تحت بنود رخصة جنو العمومية الصغرى (مع بعض القيود المرتبطة برخصة RAR) فهو من البرمجيات الحرة. في عام 2007 حصل البرنامج على جائزتي أفضل تصميم تقني وأفضل مشروع من موقع سورس فورج (SourceForge.net).

## أنواع الملفات المدعومة
في الأصل يدعم هذا البرنامج الملفات المضغوطة من نسق 7 زد المتميز به. والذي يسمح بضغط الملفات والمجلدات الموجهة للتخزين لربح في حجمها، كما يوفر حماية للمعلومات من خلال عملية التشفير للمضامين.
كما يمكن للبرنامج بإنشاء وفتح مع ملفات مضغوطة بأنظمة أخرى مثل :
- زيب zip
- gzip
- bzip2
- tar

ويمكن للبرنامج فتح فقط الملفات من نوع: RAR* ARJ* Z* LHA* cpio* smzip* JAR، ISO CD/DVD images* rpm * Debian deb archives

## دعم لينكس
في 9 مارس 2021 اصدر مطور البرنامج نسخة الفا 21.01 كان من ضمن التغييرات بملفها المصدري دعم رسمي لنظام التشغبل لينكس عبر سطر الأومر.

## وصلات خارجية
- الموقع الرسمي
- 7 زيب على موقع Open Hub (الإنجليزية)
- 7 زيب على موقع Framasoft (الفرنسية)
- 7 زيب على موقع SourceForge (الإنجليزية)